# Różanka (Międzylesie)

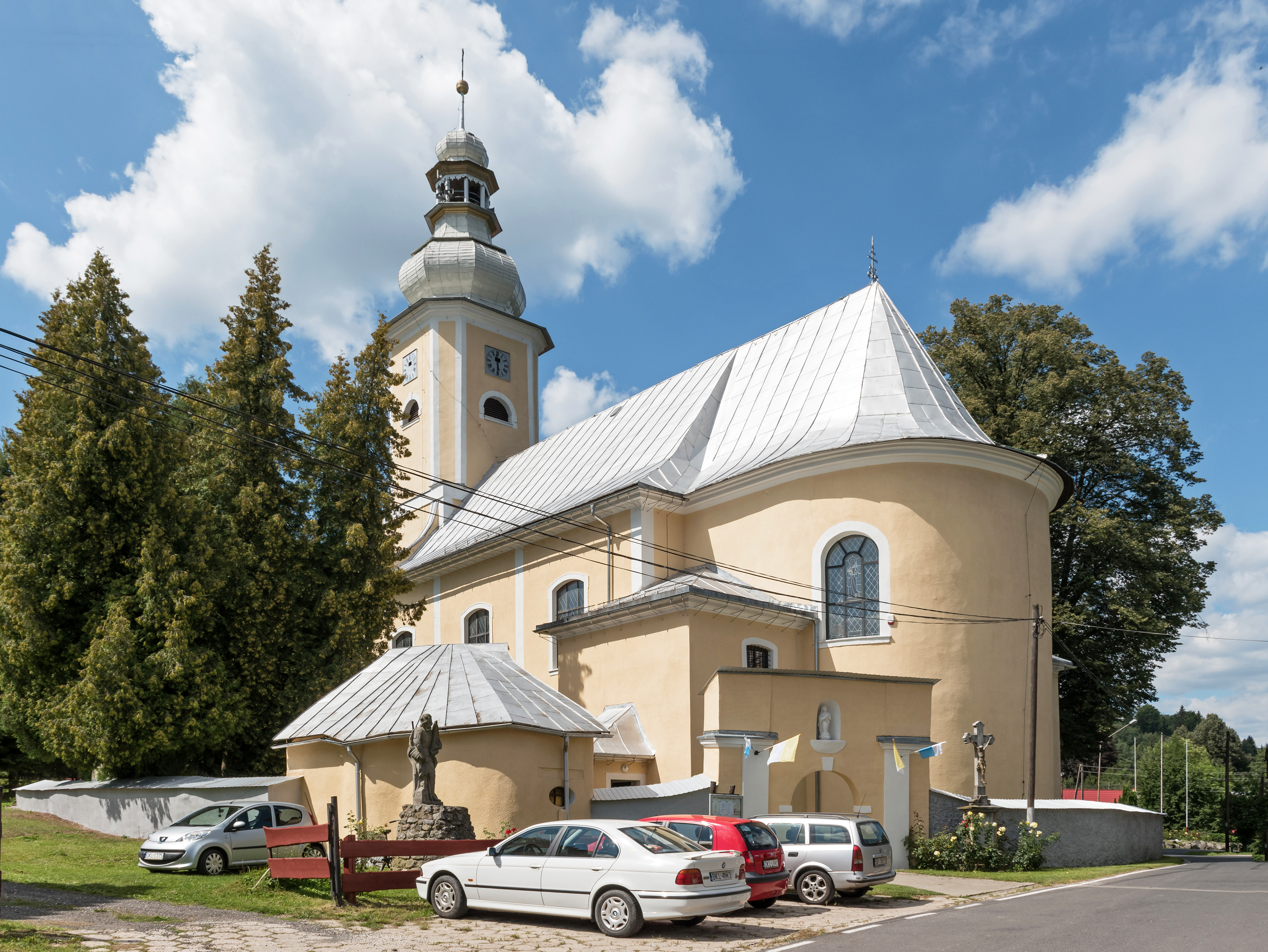
Pfarrkirche Mariä Himmelfahrt in Różanka (Rosenthal)

Różanka (deutsch Rosenthal) ist ein Ort in der Stadt- und Landgemeinde Międzylesie im Powiat Kłodzki der Woiwodschaft Niederschlesien in Polen. Es liegt sechs Kilometer nordwestlich von Międzylesie (Mittelwalde).

## Geographie
Różanka liegt am Rand des Habelschwerdter Gebirges. Nachbarorte sind Długopole Górne (Oberlangenau) im Norden, Domaszków (Ebersdorf) und Roztoki (Schönfeld) im Nordosten, Nagodzice (Herzogswalde) sowie Międzylesie im Südosten und Gniewoszów (Seitendorf) im Nordwesten, wo sich auch die Ruine der Burg Szczerba (Burg Schnellenstein) befindet.

## Geschichte
Rosenthal wurde als Reihendorf angelegt und erstmals 1358 erwähnt. Es gehörte zur Herrschaft Schnallenstein und fiel nach deren Zerstörung durch die Hussiten 1428 als erledigtes Lehen an den böhmischen Landesherrn zurück. Als Kammerdorf wurde es 1684 vom Glatzer Landeshauptmann Michael Wenzel von Althann erworben. Anschließend entwickelte es sich zum Hauptort der Herrschaft Schnallenstein, die deshalb auch als „Herrschaft Rosenthal“ bezeichnet wurde. Nach dem Ersten Schlesischen Krieg 1742 und endgültig mit dem Hubertusburger Frieden 1763 fiel es an Preußen. Nachdem auch das seit 1560 bestehende Rosenthaler Freirichtergut 1796 vom Erbherrn der Herrschaft Schnallenstein erworben wurde, war ganz Rosenthal unter einem Besitzer vereint. Für 1804 sind nachgewiesen: eine Pfarrkirche, ein Pfarrhaus, ein Schulgebäude, ein Brauhaus, 31 Bauern sowie 78 Gärtner und Häusler.
Im 18. Jahrhundert war Rosenthal ein Zentrum der Leinenweberei, die von König Friedrich II. gefördert wurde. Nach der Neugliederung Preußens gehörte Rosenthal seit 1815 zur Provinz Schlesien und war zunächst dem Landkreis Glatz eingegliedert. 1818 erfolgte die Umgliederung in den Landkreis Habelschwerdt, zu dem es bis 1945 gehörte. 1874 wurde der Amtsbezirk Rosenthal gebildet, zu dem die Landgemeinden Freiwalde, Marienthal, Peucker, Rosenthal und Seitendorf gehörten. 1939 wurden 851 Einwohner gezählt.
Als Folge des Zweiten Weltkriegs fiel Rosenthal 1945 mit dem größten Teil Schlesiens an Polen und wurde in Różanka umbenannt. Die deutsche Bevölkerung wurde vertrieben. Die neu angesiedelten Bewohner waren teilweise Zwangsumgesiedelte aus Ostpolen, das an die Sowjetunion gefallen war. Wegen der Grenzlage zur damaligen Tschechoslowakei wurden zahlreiche Häuser dem Verfall preisgegeben. Die Einwohnerzahl ging dadurch deutlich zurück. 1975–1998 gehörte Różanka zur Woiwodschaft Wałbrzych.

## Sehenswürdigkeiten
- Die Pfarrkirche Mariä Himmelfahrt (Kościół Wniebowzięcia NMP) entstand 1591 bis 1661. 1755–1756 wurde die Kirche barock umgebaut und der Turm errichtet. Die Fresken malte 1756 Joseph Bartsch aus Wölfelsdorf. Die Altäre und die Kanzel schuf Michael Klahr d. J. 1895 erhielt die Kirche einen neuen Hochaltar, der von dem Münchner Architekten Joseph Elsner entworfen und aus seinen Münchner Werkstätten geliefert wurde. Er fügte dem Altar die Skulpturen des ehemaligen Altars von Michael Klahr d. J. ein. Das Altarbild im Nazarenerstil schuf der Regensburger Dekorationsmaler Franz Ronge.
- Das gemauerte Tor beim Zugang zur Kirche wurde Mitte des 18. Jahrhunderts errichtet und mit der Figur des Erzengels Michael geschmückt. Das danebenliegende Beinhaus wurde 1613 errichtet.
- Das Pfarrhaus aus der zweiten Hälfte des 18. Jahrhunderts wurde Ende des 19. Jahrhunderts neugotisch umgebaut. Die in der Nähe stehenden Bildstöcke des Ecce homo, des böhmischen Landesheiligen Johannes Nepomuk und der Maria Immaculata stammen aus dem 18. Jahrhundert.

## Persönlichkeiten
- Erich Homburg (1886–1954), deutscher Generalleutnant
- Franz Jaschke (1775–1842), deutscher Landschaftsmaler